# Joachim Andersen (Fußballspieler)
Joachim Christian Andersen (* 31. Mai 1996 in Solrød Strand) ist ein dänischer Fußballspieler. Er steht bei FC Fulham unter Vertrag.

## Karriere

### Verein

#### Andersens erste Schritte
Joachim Andersen begann mit dem Fußballspielen bei Greve Fodbold aus Greve im Großraum Kopenhagen, bevor er in die Fußballschule des FC Kopenhagen (School of Excellence) gewechselt war. Mit 16 Jahren zog es Andersen in die Fußballschule des FC Midtjylland aus dem mitteljütischen Herning. Am 8. August 2013 wechselte er in die Nachwuchsakademie des niederländischen Erstligisten FC Twente. Am 8. November 2013 debütierte er für dessen Reservemannschaft am 16. Spieltag der Jupiler League (zweite niederländische Liga) im Spiel gegen den SC Telstar. Andersen kam zu 21 Spielen in der Saison 2013/14.

#### Zwischen Reserve- und Profimannschaft beim FC Twente
Am 9. August 2014 gehörte Andersen beim 1:1 am ersten Spieltag der Eredivisie-Saison 2014/15 im Auswärtsspiel gegen SC Cambuur Leeuwarden erstmals zum Kader der Profimannschaft der Enscheder. In der Folgezeit kam er weiterhin in der Reservemannschaft zum Einsatz und gab am 6. März 2015 schließlich sein Debüt in der Eredivisie beim 2:2 am 26. Spieltag im Spiel bei Willem II Tilburg, als er für Hidde ter Avest eingewechselt wurde. Bis Ende der Saison 2016/17 spielte er insgesamt 49 Ligaspiele für den FC Twente, in denen er vier Tore erzielte.

#### Wechsel nach Italien
Im Sommer 2017 wechselte Andersen zu Sampdoria Genua. Seinen ersten Einsatz hatte er beim 4:1-Sieg in der vierten Runde der Coppa Italia am 28. November 2017 gegen Delfino Pescara. Am 25. Februar 2018 spielte Andersen erstmals in der Serie A, als er beim 2:1-Sieg gegen Udinese Calcio am 26. Spieltag in der 85. Minute für Bartosz Bereszyński eingewechselt wurde.

#### Wechsel nach Frankreich
Im Sommer 2019 wechselte Andersen zu Olympique Lyon. Dort wurde er direkt beim 3:0-Sieg gegen den AS Monaco über 90 Minuten eingesetzt. Sein erstes Tor in der Ligue 1 erzielte er beim 4:0-Erfolg gegen Olympique Nîmes. In der Champions League Saison 2019/20, erreichte er mit Lyon das Halbfinale, schied dort aber gegen den späteren Champions-League-Sieger FC Bayern München aus. Er selbst konnte in der Champions League ein Tor gegen Benfica Lissabon erzielen.

#### Per Leihe nach England
Anfang Oktober wechselte Andersen für die Saison 2020/21 per Leihe zum Aufsteiger FC Fulham. Die Saison endete für Fulham auf dem 18. Platz, was den sofortigen Wiederabstieg bedeutete.
Im Juli 2021 erhielt er einen Fünfjahresvertrag bei Crystal Palace. Für seine neue Mannschaft bestritt er 34 Partien in der Premier League 2021/22 und beendete die Spielzeit mit dem Londoner Verein als Tabellenzwölfter.
Im August 2024 kehrte er zum FC Fulham zurück und unterschrieb dort einen Vertrag bis 2029.

### Nationalmannschaft
Andersen durchlief die dänischen Juniorenmannschaften ab der U-16, konnte sich aber mit keiner für eine EM-Endrunde qualifizieren. Am 15. Oktober 2019 wurde er im Freundschaftsspiel gegen Luxemburg erstmals in der A-Nationalmannschaft eingesetzt, als er in der 83. Minute für Kapitän Simon Kjær eingewechselt wurde. Auf den nächsten Einsatz musste er bis zum 25. März 2021 warten, wo er beim WM-Qualifikationsspiel gegen Israel erneut in der Schlussphase eingewechselt wurde. Drei Tage später stand er beim 8:0-Sieg gegen die Republik Moldau erstmals in der Startelf und bestritt sein erstes A-Länderspiel über 90 Minuten.
Zur Fußball-Europameisterschaft 2021 wurde er in den dänischen Kader berufen. Bei der EM kam er in den Gruppenspielen nicht zum Einsatz, in der K.-o.-Runde wurde er dreimal in der Schlussphase eingewechselt und schied mit der Mannschaft durch eine 1:2-Niederlage nach Verlängerung im Halbfinale gegen England aus.
Bei der WM 2022 wurde er in den drei Gruppenspielen der Dänen eingesetzt, nach denen diese ausschieden. In der Qualifikation für die EM 2024 wurde er in sieben der zehn Spiele eingesetzt. Die Dänen qualifizierten sich als Gruppensieger für die Endrunde, für die er wieder nominiert wurde. Dort wurde Andersen bei der 0:2-Achtelfinalniederlage der Dänen gegen Deutschland zur tragischen Figur, als er kurz nach Anpfiff der zweiten Halbzeit zunächst den vermeintlichen Führungstreffer zum 1:0 für Dänemark erzielte, der wegen einer knappen Abseitsstellung von Thomas Delaney jedoch nach Videobeweis aberkannt wurde, und beim anschließenden Angriff der Deutschen einen Handelfmeter verschuldete, durch den Deutschland letztlich mit 1:0 in Führung ging.